# Anchihuay (distrito)
Anchihuay é um distrito do peru, departamento de Ayacucho, localizada na província de La Mar.

## Transporte
O distrito de Anchihuay é servido pela seguinte rodovia:
- AY-101, que liga a cidade de Anco  ao distrito de Ayna [1][2][3]